# Wicepremier
Wicepremier (z łac. primus – pierwszy oraz z łac. vice – zamiast) – w języku polskim potoczne określenie zastępcy szefa rządu – premiera. W różnych krajach, urząd jest różnie nazywany. W większości państw urząd ten powoływany jest okazjonalnie, zazwyczaj powierzany jest przewodniczącym partii, które obok partii premiera tworzą rząd koalicyjny. W niektórych państwach w sytuacji gdy powołanych jest wielu wicepremierów, jeden z nich jest mianowany pierwszym zastępcą premiera.